# Rosario Río Blanco
Rosario Río Blanco är en ort i Mexiko.   Den ligger i kommunen Las Margaritas och delstaten Chiapas, i den sydöstra delen av landet, 900 km öster om huvudstaden Mexico City. Rosario Río Blanco ligger 403 meter över havet och antalet invånare är 127.
Terrängen runt Rosario Río Blanco är kuperad åt sydväst, men åt nordost är den bergig. Rosario Río Blanco ligger nere i en dal. Runt Rosario Río Blanco är det ganska glesbefolkat, med 30 invånare per kvadratkilometer. Närmaste större samhälle är Plan de Santo Tomás, 3,6 km sydväst om Rosario Río Blanco. I omgivningarna runt Rosario Río Blanco växer i huvudsak städsegrön lövskog.